# Pinanga coronata
Pinanga coronata là loài thực vật có hoa thuộc họ Arecaceae. Loài này được (Blume ex Mart.) Blume miêu tả khoa học đầu tiên năm 1839.

## Hình ảnh

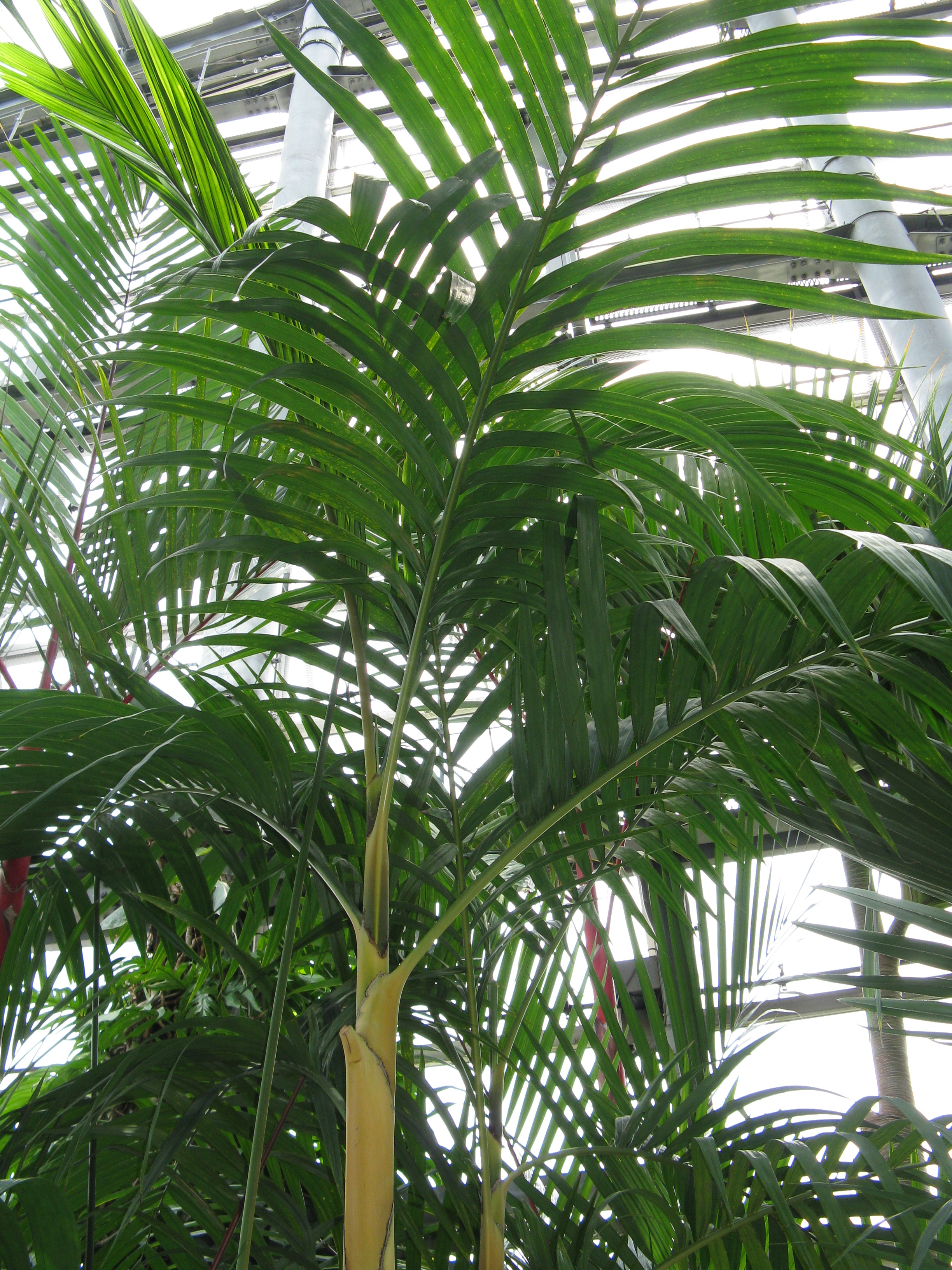
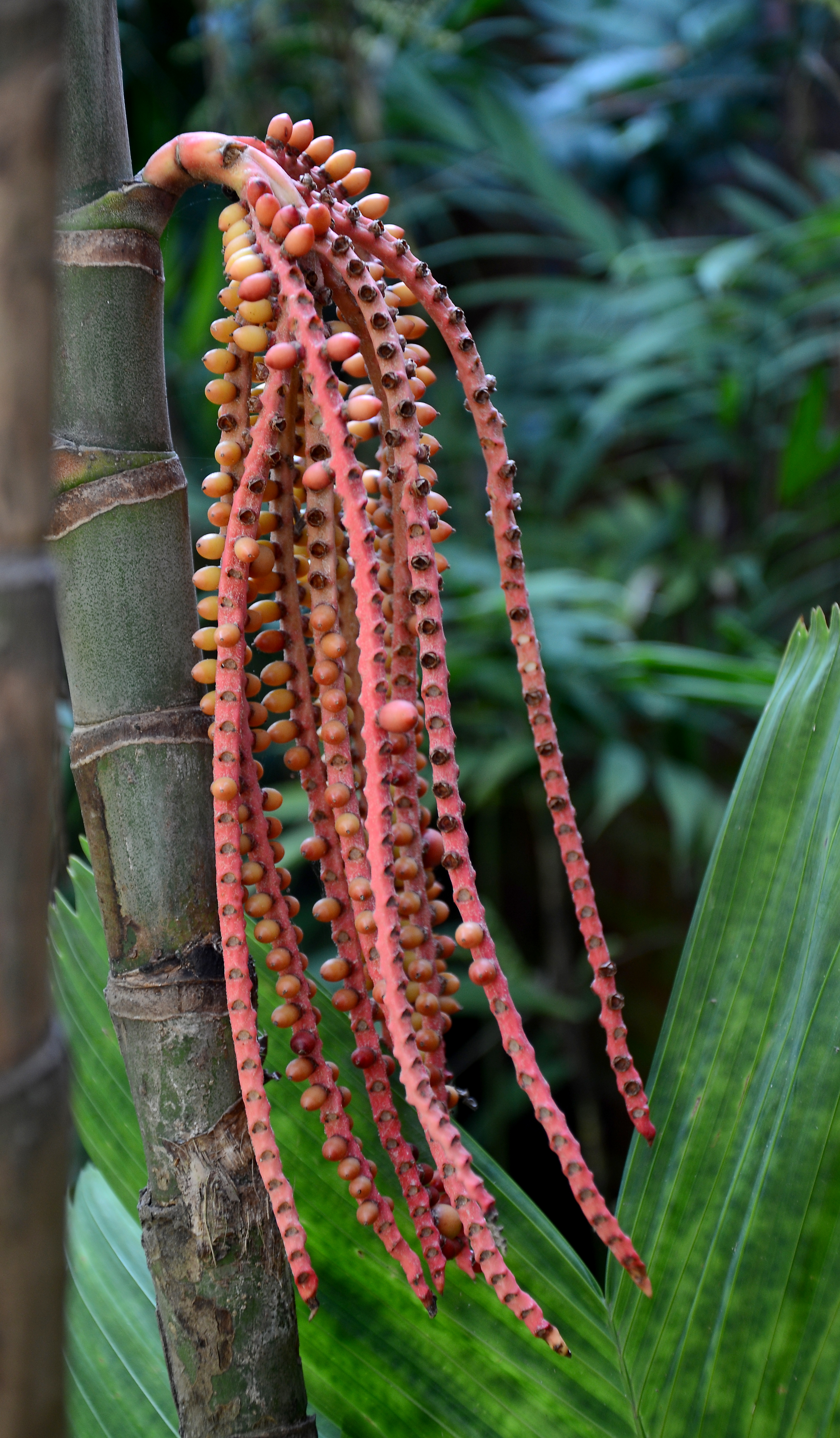